# Сечоречки мајдан камена
Сечоречки мајдан камена налази се у селу Сеча Река код Косјерића. Из њега се експлоатисан кречњак у нијансама од прљавожућкасте до светлосмеђе боје. Када се углача, има изглед зрнастог мермера.

## Употреба
У прошлости, сечоречки камен коришћен је за израду надгробних обележја од Косјерића према Варди и Маковишту. У истом селу је и налазиште ружичастог камена корала који ретко користио за надгробне споменике, осим за положене плоче и то у новије време. Данас се овај камен углавном користи у декоративне сврхе.